# Helena Amiradżibi-Stawińska
Helena Amiradżibi-Stawińska (również jako Helena Amiradżibi) (ur. 23 września 1932 w Tbilisi, zm. 21 marca 2017 tamże) – scenarzystka i reżyserka filmowa.

## Życiorys
Pochodziła z arystokratycznej rodziny gruzińskiej. Autorka filmów fabularnych i dokumentalnych oraz licznych reportaży i filmów oświatowych zrealizowanych dla Wytwórni Filmów Dokumentalnych w Warszawie. Często realizowała swoje filmy wspólnie z mężem Jerzym Stefanem Stawińskim, po śmierci którego powróciła do Gruzji.

## Filmografia (fabularne)
- 1970 Kto wierzy w bociany? reż., scenariusz
- 1972 Fortuna reżyseria
- 1966 Wieczór przedświąteczny reż., scen.

## Filmografia (dokumentalne)
- 1998 Boskość j. w. Stalina w świetle najnowszych badań tłumaczenie (reż. Krzysztof Nowak-Tyszowiecki)
- 1967 Kobieta to słaba istota reż.
- 1964 Kariera realizacja
- 1963 Komu sukienkę real.
- 1962 Zambrów reż.
- 1961 Żelazny szlak real. scen.
- 1961 Postęp techniczny na PKP reż., scen.
- 1960 Ej – Szewczyku... reż. (wspólnie ze Zbigniewem Goppertem)
- 1959 Oblatywacze reż. scen.
- 1959 Gruzja real.

## Książki
- W 1996 r. została wydana jej autobiografia pt. Słodkie życie księżniczki, ISBN 83-905991-3-9.
- W 2007 ukazała się Książka antykucharska, ISBN 978-83-7436-123-1.

## Nagrody
- Film pt. Oblatywacze został w 1960 r. nagrodzony na Festiwalu Filmowym w Wenecji[1].